# Укрпластик

ВАТ «Укрпластик» (IMMER Ukrplastic) — українське підприємство, яке спеціалізується на виробництві полімерних гнучких пакувальних матеріалів. Засновано у 1927 році. З 2016 року є базовим підприємством міжнародного холдингу IMMER Group. Голова правління - І. Мірошник. 

## Історія
Підприємство було побудовано у 1927 році. З 1932 року тут почав діяти Київський каніфольно-скипидарний завод, який виробляв лісохімічну продукцію для підприємств Радянського Союзу.

У 1941 році завод був евакуйований до Уралу, де виготовляв продукцію для потреб фронту. Повернувся в Київ знову у 1945 році.

У 1960 році завод перейменували в Київський хімічний комбінат, який почав займатися переробкою полімерних матеріалів. У 1966 р. підприємство перейменували в Київський завод полімерних матеріалів і створили виробниче об'єднання «Укрпластик», до складу якого увійшли профільні підприємства країни.

### Після 1991 року
Після 1991 року підприємство було реорганізовано у Відкрите акціонерне товариство, яке очолив Олександр Галкін. Зараз підприємство є найбільшим в Україні з переробки полімерів та входить до 20 найбільших підприємств Європи свого профілю.

З 2013 року підприємство очолює Ірина Мірошник.

## Економіка
За результатами реалізації інноваційних проектів підприємство задіяло інноваційно-виробничий комплекс переробки полімерів потужністю 50 тисяч тонн на рік.

Продукція експортується до Росії, інших країн СНД та до країн Центральної та Східної Європи.

Основні показники фінансово-господарської діяльності
| № | Показники                                      | 2012   | 2013   | 2014   | 2015          | 2016 (1 півріччя) |
| - | ---------------------------------------------- | ------ | ------ | ------ | ------------- | ----------------- |
| 1 | Обсяг реалізованої продукції, млн. грн.        | 1272,7 | 1274,2 | 1441,8 | 1829,8        | 1052,2            |
| 2 | Поставка продукції на експорт, млн. дол. США   | 81,1   | 95,1   | 135,4  | 581,4 млн грн | 370,2 млн грн     |
| 3 | Середньооблікова чисельність працівників, осіб | 1335   | 1415   | 1326   | 1270          | 1368              |
| 4 | Середньомісячна заробітна плата, грн.          | 6807   | 8000   | 8066   | 10470         | 12840             |